# Celostátní československá soutěž v kopané 1953
V soubojích 22. ročníku 2. nejvyšší fotbalové soutěže – Celostátní československé soutěže v kopané 1953 – se utkalo 12 mužstev každý s každým jednokolovým systémem jaro–podzim. Tento ročník začal v neděli 10. května 1953 a skončil v neděli 27. září 1953.
V ročnících 1951 a 1952 se druhá liga nehrála, předešlým ročníkem byl 1950.
Každý z účastníků celostátní soutěže musel obhájit své druholigové místo ve dvojzápase s vítězem příslušné krajské soutěže. V těchto soubojích neuspěly a tím pádem sestoupily týmy DSO Spartak Plzeň ZVIL, DSO Dynamo České Budějovice, DSO Rudá hvězda Praha, DSO Spartak Kutná Hora, DSO Tatran Havlíčkův Brod, DSO Spartak Královo Pole, DSO Spartak Gottwaldov, Dom armády Trenčín, DSO Tatran Olomouc a DŠO Baník Handlová.

## Skupina A
| Poř. | Tým                                | Z  | V | R | P | VG | OG | B  |
| ---- | ---------------------------------- | -- | - | - | - | -- | -- | -- |
| 1.   | DSO Spartak Praha Stalingrad (N)   | 11 | 9 | 1 | 1 | 34 | 14 | 19 |
| 2.   | DSO Tatran Teplice (S)             | 11 | 8 | 1 | 2 | 35 | 12 | 17 |
| 3.   | Posádkový dům armády Plzeň (N)     | 11 | 6 | 2 | 3 | 28 | 24 | 14 |
| 4.   | DSO Jiskra Semtín (N)              | 11 | 6 | 1 | 4 | 26 | 16 | 13 |
| 5.   | DSO Spartak Hradec Králové ZVÚ (N) | 11 | 4 | 5 | 2 | 23 | 17 | 13 |
| 6.   | DSO Spartak Plzeň ZVIL (S)         | 11 | 4 | 4 | 3 | 27 | 33 | 12 |
| 7.   | DSO Jiskra Liberec (N)             | 11 | 5 | 2 | 4 | 21 | 22 | 12 |
| 8.   | DSO Dynamo České Budějovice (N)    | 11 | 4 | 1 | 6 | 19 | 25 | 9  |
| 9.   | DSO Rudá hvězda Praha (N)          | 11 | 3 | 1 | 7 | 20 | 24 | 7  |
| 10.  | DSO Spartak Kutná Hora (N)         | 11 | 3 | 0 | 8 | 19 | 34 | 6  |
| 11.  | DSO Dynamo Karlovy Vary (N)        | 11 | 2 | 2 | 7 | 13 | 28 | 6  |
| 12.  | DSO Tatran Havlíčkův Brod (N)      | 11 | 2 | 0 | 9 | 12 | 38 | 4  |

Poznámky:
- Z = Odehrané zápasy; V = Vítězství; R = Remízy; P = Prohry; VG = Vstřelené góly; OG = Obdržené góly; B = Body; (N) = Nováček (postoupivší z nižší soutěže); (S) = Sestoupivší z vyšší soutěže

|  | Postup do Přeboru československé republiky 1954 |
|  | Sestup do příslušné krajské soutěže 1954        |

## Skupina B
| Poř. | Tým                              | Z  | V | R | P | VG | OG | B  |
| ---- | -------------------------------- | -- | - | - | - | -- | -- | -- |
| 1.   | DŠO Iskra Žilina (S)             | 11 | 9 | 1 | 1 | 46 | 8  | 19 |
| 2.   | RH Brno (N)                      | 11 | 9 | 0 | 2 | 45 | 19 | 18 |
| 3.   | DSO Spartak Královo Pole (N)     | 11 | 6 | 1 | 4 | 23 | 18 | 13 |
| 4.   | DŠO Spartak Trnava (S)           | 11 | 5 | 1 | 5 | 18 | 19 | 11 |
| 5.   | DŠO Spartak Košice VSS (S)       | 11 | 5 | 1 | 5 | 19 | 25 | 11 |
| 6.   | DSO Spartak Gottwaldov (N)       | 11 | 4 | 3 | 4 | 19 | 25 | 11 |
| 7.   | Dom armády Trenčín (N)           | 11 | 4 | 2 | 5 | 21 | 20 | 10 |
| 8.   | DŠO Tatran Vranov nad Topľou (N) | 11 | 3 | 4 | 4 | 15 | 24 | 10 |
| 9.   | DSO Baník Vítkovice (S)          | 11 | 4 | 1 | 6 | 26 | 23 | 9  |
| 10.  | DŠO Iskra Opatová (N)            | 11 | 3 | 2 | 6 | 13 | 32 | 8  |
| 11.  | DSO Tatran Olomouc (N)           | 11 | 3 | 1 | 7 | 20 | 43 | 7  |
| 12.  | DŠO Baník Handlová (N)           | 11 | 2 | 1 | 8 | 12 | 30 | 5  |

Poznámky:
- Z = Odehrané zápasy; V = Vítězství; R = Remízy; P = Prohry; VG = Vstřelené góly; OG = Obdržené góly; B = Body; (N) = Nováček (postoupivší z nižší soutěže); (S) = Sestoupivší z vyšší soutěže

|  | Postup do Přeboru československé republiky 1954 |
|  | Sestup do příslušné krajské soutěže 1954        |